# Cymbalophora pudica
Cymbalophora pudica é uma espécie de insetos lepidópteros, mais especificamente de traças, pertencente à família Erebidae.
A autoridade científica da espécie é Esper, tendo sido descrita no ano de 1785.
A envergadura de asa pode chegar aos 42 milímetros. As asas são de tons branco amarelado ou rosa com padrões triangulares pretos.
Trata-se de uma espécie presente no território português. Aí as lagartas podem ser observadas de Maio a Junho; os adultos podem ser vistos a voar de Agosto a Setembro, dependendo da sua localização.